# Super Mario Bros.: The Lost Levels
Super Mario Bros.: The Lost Levels, kendt i Japan som Super Mario Bros. 2 (スーパーマリオブラザーズ2 Sūpā Mario Burazāzu Tsū), er et computerspil til Famicom Disk System. En opdateret udgave blev udgivet i Super Mario All-Stars til Super NES. Spillet er meget sværere end Super Mario Bros. på grund af en lidt forandret spilmotor og sværere niveauer. Multiplayer-funktionen er også forsvundet.